# Айвазовский, Гавриил Константинович
Архиепископ Гаврии́л (в миру Габриэл Константи́нович Айвазо́вский (Айвазян); арм. Գաբրիէլ Այվազեան; 22 мая 1812, Феодосия — 20 апреля 1880, Тифлис) — архиепископ армянской церкви, учёный-историк, лингвист и полиглот. С апреля 1876 года глава Грузино-имеретинской епархии армянской церкви. Родной брат выдающегося художника-мариниста Ивана Айвазовского.

## Биография
Родился в Феодосии в семье обедневшего армянского купца. Крещён в местной армянской церкви св. Георгия. Габриэл был первым ребёнком в семье Айвазовских.
Образование получил в церковно-приходской школе при церкви святого Саркиса. В 13 лет был отправлен родителями в город Карасубазар для обучения у Минаса Медици. В 1826 году о. Минас отправил Габриэла для получения гуманитарного и богословского образования в Академию мхитаристов на острове святого Лазаря в Венеции.
В 1830 году Габриэл Айвазовский был пострижен в монахи, в 1834 году возведён в сан архимандрита с получением звания магистра богословия. В 1837—1847 гг. занимал пост секретаря Конгрегации. Также с 1837 года Габриэл Айвазовский получил звание профессора и начал преподавать восточные языки при Академии мхитаристов. В 1843 году основал первый журнал Конгрегации «Базмавеп».
В 1847 году Айвазовский переехал в Париж. В Париже был назначен ректором лицея, где он снова стал заниматься своей преподавательской деятельностью, которую совмещал с научной работой.
В 1855 году начал выпуск нового издания «Голубь Масиса» (фр. La colombe du Massus).
Впоследствии под влиянием брата Ивана Константиновича он отказался от католической веры и возвратился в лоно Армянской апостольской церкви.
В 1858 году по приглашению российского правительства вернулся из Парижа в родную Феодосию, был назначен предводителем Нахиджевано-Бессарабской епархии.
В апреле 1876 года был назначен главой Грузино-Имеретинской епархии армянской церкви. 18 апреля (30 апреля) 1876 года, в 12 часов дня прибыл из Эчмиадзина в Тифлис, где остановился в здании при Ванксом соборе. Прослышав про приезд священнослужителя высокого ранга, на территории Ванкского собора собралось большое количество местных армян, которых благословил вышедший им на встречу архиепископ Гавриил Айвазовский. Спустя семь дней 25 апреля (7 мая) этого же года, во дворе Ванксого собора после воскресной службы, в торжественной обстановке, был зачитан патриарший кондак о назначении Архиепископа Гавриила Айвазовского главой грузино-имеретинской епархии армянской церкви

### Халибовское училище
По возвращении в Феодосию Габриэл вместе с братом Иваном поехали в Москву с целью ознакомления с Лазаревским училищем восточных языков. Осенью того же года они направились в Санкт-Петербург и представили в правительственные органы уже готовый проект и устав будущего национального армянского училища в Феодосии.
Крупную сумму денег на этот проект выделил меценат-градоначальник, крупный промышленник Арутюн Погосович Халибян, в честь которого и было названо училище. Это было его основное условие, необходимое для того, чтобы он выделил деньги на строительство.
Образование в учебном заведении давалось на уровне гимназии, то есть общее среднее образование. В училище предусматривался шестилетний курс обучения. С 1858 года оно находилось в съёмном помещении, но в 1862 году училище переехало в новое, хорошее двухэтажное каменное здание, где также построили аптеку и больницу.
При училище была открыта своя типография, ставшая первой типографией в истории крымских армян. Здесь издавался «Голубь Масиса» на русском, армянском, французском языках. К нему выходило дополнение — журнал «Радуга».
В типографии Халибовского училища была выпущена книга Ованеса (Ивана) Тер-Абрамиана, личного секретаря архиепископа Айвазовского, который работал в типографии, стоял у её истоков. Он написал книгу на армянском языке «История Крыма», где представил достаточно объёмную информацию по крымологии. В этой книге он рассказал о Крыме и народах, его населявших. Книга была напечатана в 1865 году. В 1879 году Айвазовский сложил полномочия ректора и занимался делами епархии, проживая в Тифлисе .

## Главные сочинения
- «Очерк истории России» (на армянском языке, Венеция, 1836)
- «История оттоманского государства» (грабар, 2 т., Венеция, 1841)
- «Большой лексикон армянского языка» (в соавторстве с монахами Сомаляном и Агеляном)
- Заметка о происхождении Новороссийских армян. // ЗООИД. — т.6. — Одесса, 1867. — с. 550—555
- Грамматика русского языка
- Перевод на армянский язык басен Крылова.
- Очерк о духе и направлении мхитарянской конгрегации В Венеции (на армянском языке), Париж, 1857

## Семья
- Отец: Константин Григорьевич (Геворк) Гайвазовский.
- Мать: Рипсиме Гайвазовская.
- Брат: Айвазовский, Иван Константинович — знаменитый художник-маринист.
- Брат: Айвазовский, Григорий Константинович — коллежский асессор с 1853 года, капитан Феодосийского карантинного порта[5].
- Сестра.